# Onjeong-myeon
Onjeong-myeon (koreanska: 온정면) är en socken i den östra delen av Sydkorea,  230 km sydöst om huvudstaden Seoul. Den ligger i kommunen Uljin-gun i provinsen Norra Gyeongsang. 